# Qin Gang

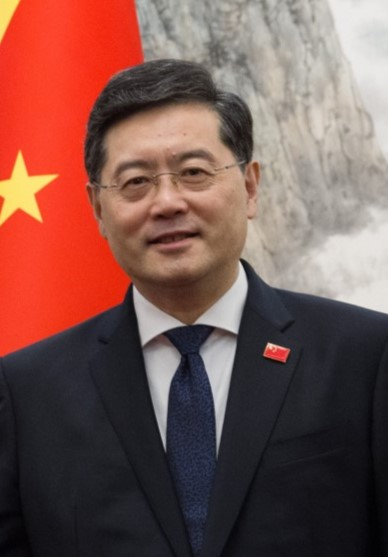
Qin Gang (2023)

Qin Gang (chinesisch 秦刚, Pinyin Qín Gāng; * 19. März 1966 in Tianjin) ist ein Politiker der Volksrepublik China. Er war von September 2018 bis zum 27. Juli 2021 Vize-Außenminister und anschließend bis zum 30. Dezember 2022 Botschafter in den Vereinigten Staaten. Am 30. Dezember 2022 wurde er zum neuen Außenminister der Volksrepublik China ernannt. Qin Gang ist seit dem 25. Juni 2023 nicht mehr in der Öffentlichkeit aufgetreten, was zu Spekulationen in internationalen Medien führte. Am 25. Juli 2023 wurde bekannt gegeben, dass Qin Gang seines Amtes als Außenminister enthoben wurde. Am 24. Oktober 2023 wurde er auch seines Amtes als Mitglied des chinesischen Staatsrats enthoben. Über die Hintergründe für diese Schritte, mögliche Anschuldigungen und den Verbleib Qins wurde nicht informiert.

## Leben

### Studium, Eintritt in den diplomatischen Dienst und Sprecher des Außenministeriums
Qin Gang begann 1984 ein Studium mit dem Schwerpunkt Internationale Politikwissenschaften an der Hochschule für Internationale Beziehungen und schloss dieses 1988 ab. Anschließend wurde er Mitglied der Kommunistischen Partei Chinas und war zunächst Mitarbeiter des Büros für diplomatische Missionen von Peking. 1992 trat er in den diplomatischen Dienst des Außenministeriums der Volksrepublik China und arbeitete zunächst bis 1995 als Attaché und Dritter Sekretär in der Abteilung für westeuropäische Angelegenheiten. 1995 wurde er Dritter Sekretär und war zuletzt bis 1999 Zweiter Sekretär an der Botschaft der Volksrepublik China im Vereinigten Königreich von Großbritannien und Nordirland. Von 1999 und bis 2002 war er nacheinander Zweiter Sekretär, stellvertretender Referatsleiter und Referatsleiter in der Abteilung Westeuropäische Angelegenheiten des Außenministeriums. 2002 kehrte er an die Botschaft im Vereinigten Königreich zurück und fungierte dort bis 2005 als Botschaftsrat.
2005 wurde er Sprecher des Außenministeriums sowie zugleich stellvertretender Direktor der dortigen Presseabteilung. In einer öffentlichen Stellungnahme am 30. Juni 2007 sprach Kardinal Joseph Zen Ze-kiun, Bischof von Hongkong, zum Brief an die chinesischen Katholiken von einem Lichtblick, der Hoffnung, die Papst Benedikt XVI. mit diesem Brief der chinesischen Kirche geschenkt habe. Aloysius Jin Luxian, Bischof von Shanghai, bekräftigte mit seinen Aussagen die Freude, die dieser Brief in den katholischen Gemeinden ausgelöst habe. Qin Gang hingegen beteuerte als Sprecher des Außenministeriums nach Veröffentlichung des Briefs, dass eine diplomatische Beziehung mit dem Heiligen Stuhl nur aufgenommen werde, sofern der Vatikan die diplomatischen Beziehungen mit Taiwan abbreche. Zur Organtransplantation in China sagte er am 28. März 2006: „Es ist eine komplette Lüge … zu sagen, dass China gewaltsam Organe von zum Tode verurteilten Menschen nimmt, um diese für Transplantationszwecke zu verwenden.“ China habe strenge Gesetze und Richtlinien. Spender, Empfänger und Krankenhäuser müssten den Gesetzen und Richtlinien auf diesem Gebiet strikt folgen.

### Vize-Außenminister und Botschafter in den USA

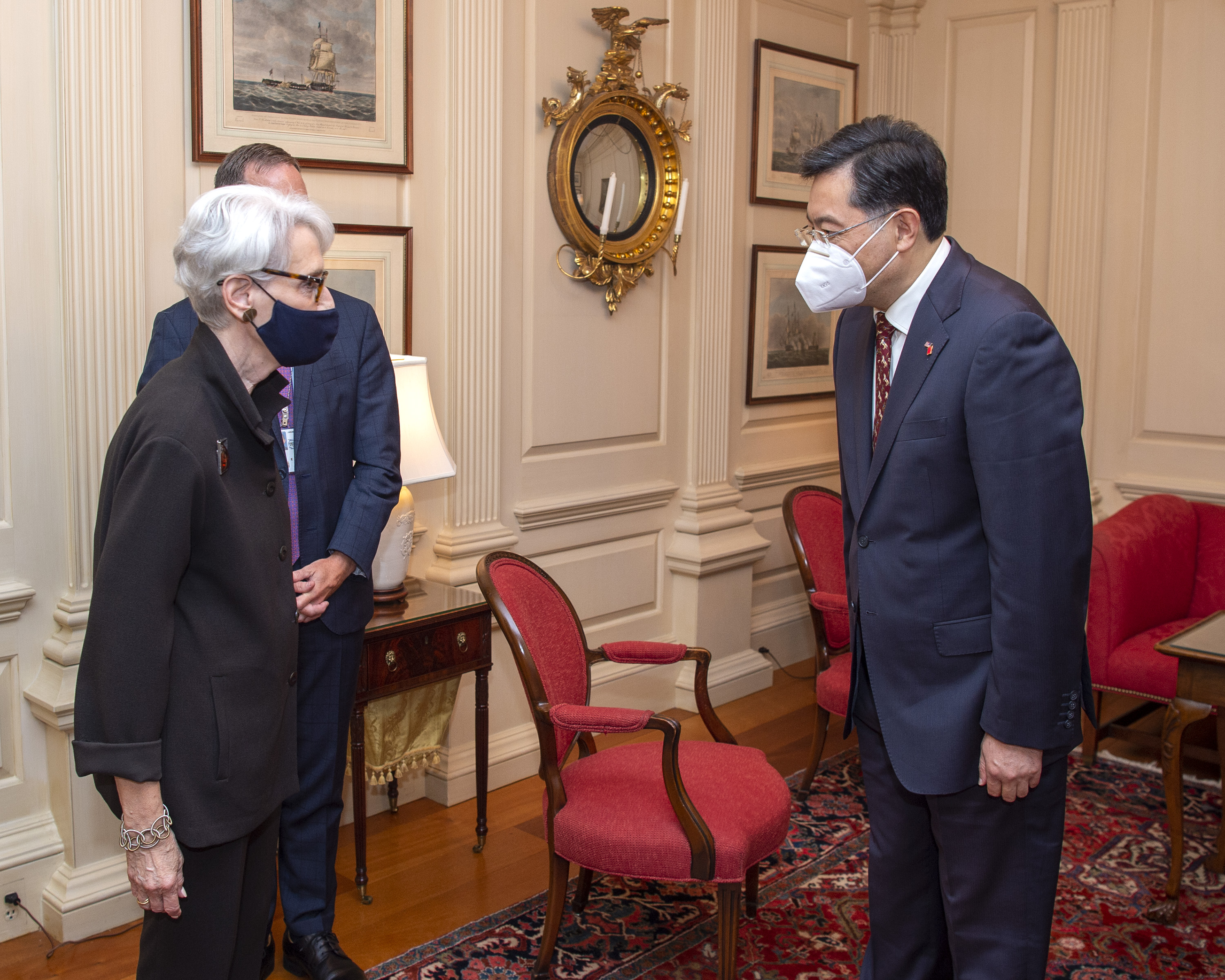
Qin Gang als Botschafter in den USA bei einem Treffen mit der US-Vize-Außenministerin Wendy Sherman (August 2021).

Im September 2010 übernahm er als Gesandter den Posten als kommissarischer Botschafter im Vereinigten Königreich und bekleidete diese Funktion bis Dezember 2011. Nach seiner Rückkehr wurde Qin im Dezember 2011 Nachfolger von Ma Zhaoxu als Direktor der Presseabteilung des Außenministeriums und hatte diesen Posten  bis zu seiner Ablösung durch Liu Jianchao im Januar 2015. Im Anschluss wurde er im Januar 2015 Assistierender Außenminister sowie zugleich als Nachfolger von Zhang Kunsheng Generaldirektor der Protokollabteilung. Er hatte diese Ämter bis September 2018 inne, woraufhin Hong Lei ihn ablöste. Danach wurde er im September 2018 neben Zheng Zeguang, Ma Zhaoxu und Luo Zhaohui einer der Vize-Außenminister sowie Stellvertreter von Außenminister Wang Yi. Als Vize-Außenminister fungierte er zudem als Generalsekretär des China-Mittel-Ost-Europa-Gipfels.
Am 28. Juli 2021 wurde Qin Gang als Nachfolger von Cui Tiankai Botschafter der Volksrepublik China in den Vereinigten Staaten. Ein diplomatisches Echo fand der von US-Präsident Joe Biden initiierte virtuelle „Gipfel für Demokratie“ („Summit for Democracy“, 9.–10. Dezember 2021), zu dessen Vorbereitung das US-Außenministerium (Department of State) mittels einer Online-Länderliste veröffentlicht hatte, wer teilnehmen konnte und wer nicht. Gemeinsam mit dem Botschafter Russlands in den USA Anatoli Antonow kritisierte Qin ein hegemoniales Verhalten der Vereinigten Staaten in der ungewöhnlichen Form eines gemeinsamen Medienbeitrags beim konservativen Online-Portal The National Interest. Im Botschafter-Beitrag wurde der Versuch der USA, die ausgeübte alleinige Kompetenz für die Gestaltung der Global Governance (Prinzipien, Werte, Regeln, Verfahren, Gesetze) festschreiben zu wollen, zurückgewiesen. Nach gemeinsamer Auffassung seien die inneren nationalen Entwicklungen, Kultur und Traditionen zu respektieren und auf Regime Change zu verzichten. Russland und China appellierten „darauf zu verzichten, ‚wertebasierte Diplomatie‘ einzusetzen, und damit Spaltung und Konfrontation zu provozieren; … sich für harmonisches Zusammenleben zwischen Ländern mit unterschiedlichen sozialen Systemen, Ideologien, Geschichten, Kulturen und Entwicklungsstufen einzusetzen.“

### Spekulationen um Verbleib
Qin Gang ist seit dem 25. Juni 2023 nicht mehr in der Öffentlichkeit aufgetreten. Über die Hintergründe ist nichts bekannt. Fragen zu Qin wurden bei der werktäglichen Pressekonferenz des chinesischen Außenministeriums bisher nicht beantwortet. Am 25. Juli 2023 wurde bekannt gegeben, dass Qin Gang seines Amtes als Außenminister enthoben wurde. Am 24. Oktober 2023 wurde er auch seines Amtes als Mitglied des chinesischen Staatsrats enthoben. Über die Hintergründe für diese Schritte, mögliche Anschuldigungen und den Verbleib Qins wurde nicht informiert. Mit der Bekanntgabe seiner Amtsenthebung am 25. Juli 2023 wurde gleichzeitig darüber informiert, dass sein Vorgänger Wang Yi erneut den Posten als Außenminister übernehmen werde.
Im Oktober 2024 veröffentlichte das Wall Street Journal einen dreiteiligen Bericht, in dem behauptet wurde, Qin Gang habe eine Affäre mit einer Reporterin namens Fu Xiaotian aus Hongkong gehabt. Russland habe die Chinesen jedoch darüber informiert, dass Fu eine Agentin des britischen MI6 sei. Fu ist zur selben Zeit wie Qin Gang aus der Öffentlichkeit verschwunden.

## Privates
Qin ist verheiratet und Vater eines Sohnes. Im September 2023 wurde in der Presse über ein in den USA geborenes uneheliches Kind spekuliert und die außereheliche Affäre als Grund seiner Ablösung als Außenminister vermutet.

## Schriften
- How China Sees the World. In: The National Interest, 26. Dezember 2022.